# فرودگاه ریشیلو
فرودگاه ریشیلو (به انگلیسی: Richelieu Airport) یک فرودگاه خصوصی است که یک باند فرود شن دارد و طول باند آن ۷۹۲ متر است. این فرودگاه در کشور کانادا قرار دارد و در ارتفاع ۳۵ متری از سطح دریا واقع شده است.